# Charles Le Cour-Grandmaison
Pour les autres membres de la famille, voir Famille Le Cour Grandmaison.
Charles Le Cour-Grandmaison (12 février 1848 à Nantes - 17 janvier 1901 à Paris) est un armateur et homme politique français.

## Biographie
Fils de l'armateur Jean-Baptiste Le Cour Grandmaison (1807-1877), conseiller général de la Loire-Inférieure, propriétaire des châteaux de Mottechaix et de Coislin et de la forêt d'Araize, et de Joséphine Gicquel, neveu d'Adolphe Le Cour de Grandmaison et frère d'Henri Le Cour-Grandmaison, Charles Le Cour-Grandmaison est docteur en droit et, engagé volontaire pour la guerre franco-allemande de 1870, prend part à la défense de Paris dans les mobiles de son département. 
Armateur à Nantes comme son père, juge au tribunal de commerce, membre de la chambre de commerce de Nantes, conseiller général du canton de Vertou, et secrétaire du conseil général depuis 1877, il est porté, aux élections du 4 octobre 1885, sur la liste conservatrice de la Loire-Inférieure, et est élu député. Charles Le Cour Grandmaison siège à la droite monarchiste, combat la politique scolaire des ministères républicains et est élu secrétaire de la Chambre le 10 janvier 1889. 
Réélu en 1889, il devient sénateur de la Loire-Inférieure en 1895 et conserve son siège au premier tour avec la liste conservatrice en 1897. Il milite dans les rangs de la droite royaliste.
Il est président du syndicat des armateurs et constructeurs maritimes de la ville de Nantes.
Marié à Louise François-Saint-Maur, il est le père de Jean Le Cour-Grandmaison.

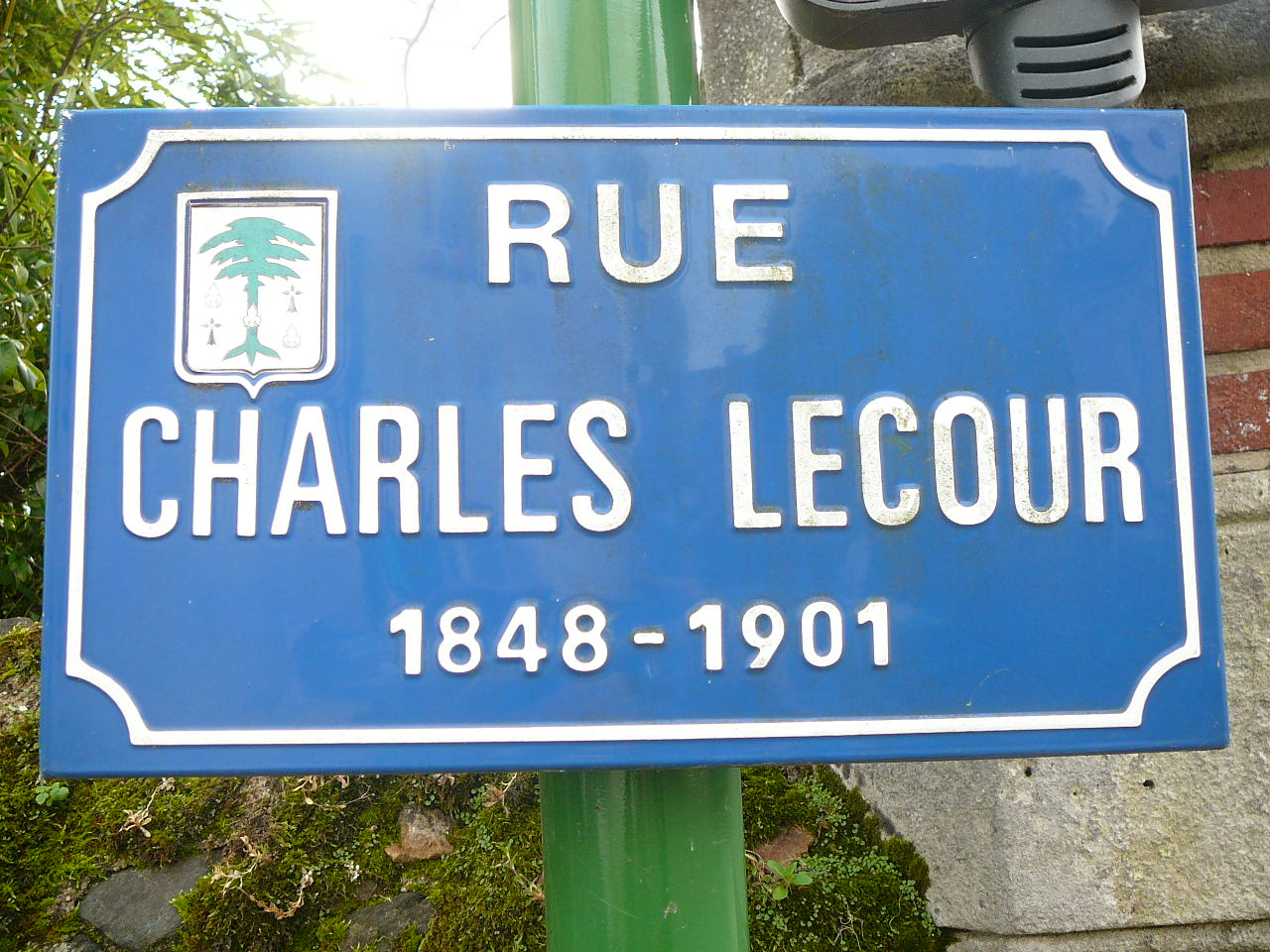
Rue Charles Le Cour - Panneau de rue à Vertou